# Sapporo Breweries
Sapporo Breweries Ltd. (яп. サッポロビール株式会社) — японская пивоваренная компания, основанная в 1876 году. Sapporo является старейшей маркой пива в Японии. Впервые оно было сварено в городе Саппоро, в 1876 году пивоваром Сейбеем Накагавой. Мировая штаб-квартира Sapporo Breweries находится в Эбису, Сибуя, Токио. В 2006 году компания приобрела канадскую компанию Sleeman Breweries.
Компания имеет пять пивоваренных заводов в Японии, завод Sleeman в Канаде и Sapporo Brewing Company в Ла-Кроссе, Висконсин, США. Основные бренды: Sapporo Draft (Sapporo Premium в Северной Америке), Yebisu и Sleeman Cream Ale. Sapporo Premium является азиатским пивом № 1 по продажам в США с момента основания компании Sapporo U.S.A., Inc. в 1984 году.
Sapporo Breweries является членом кэйрэцу Mitsui.

## История
Истоки этой компании находятся в Саппоро, Хоккайдо, в период Мэйдзи, где Комиссия по развитию Хоккайдо основала множество предприятий. Сейбей Накагава, пивовар, получивший образование в Германии, стал первым пивоваром пивоварни Комиссии в июне 1876 года, и тогда же был произведен первый сорт пива Sapporo Lager. Приватизированная в 1886 году, пивоварня Саппоро стала центральным элементом пивоваренной компании Sapporo.
В 1887 году другая компания, Japan Beer Brewery Company, была основана в Мита, Мэгуро, Токио, и начала производить пиво Yebisu. Конкуренция между Sapporo и Japan Beer, а также конкуренция с пивоварнями Osaka (ныне Asahi) и Kirin привела к слиянию в 1906 году пивоваренных компаний Sapporo, Japan и Osaka в компанию Dai-Nippon Beer Company, которая сформировала почти монополию на японском рынке до окончания Второй мировой войны.
После 1949 года компания Dai-Nippon была разделена на пивоварни Nippon и Asahi, при этом пивоварня Nippon возобновила производство пива Sapporo в 1956 году и переименовала себя в нынешнее название Sapporo Breweries в 1964 году. Пиво Yebisu было вновь запущено как отдельный бренд в 1971 году и продавалось как ячменное пиво в немецком стиле.

## Бренды

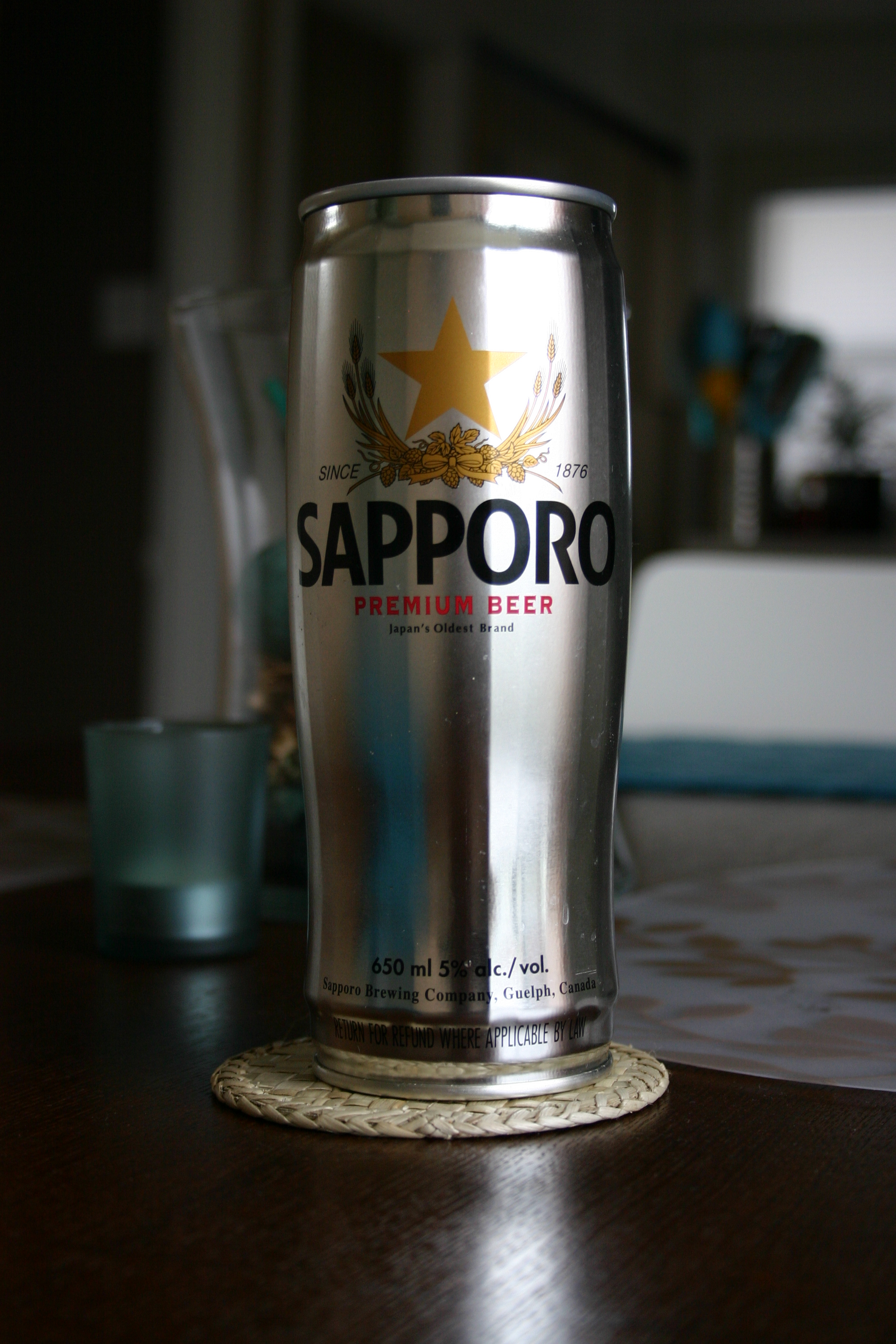
Банка Sapporo Premium

Компания производит ряд светлых и темных сортов пива, включая Sapporo Draft (Sapporo Premium в Северной Америке) и Yebisu. На пивоварне Sleeman в Канаде варят пиво под маркой Sleeman, такое как Sleeman Cream Ale, а также Sapporo Premium.
Компания также производит безалкогольный солодовый напиток Super Clear, который был запущен в 2002 году как слабоалкогольное пиво, а в сентябре 2009 года был заменен на безалкогольный солодовый напиток.

### Yebisu
Yebisu (яп. ヱビスビール, Э́бису би: ру) — один из старейших японских брендов, впервые сваренный в Токио в 1890 году Японской пивоваренной компанией. В результате сложных слияний и разделений бренд был приобретен и в конечном итоге сохранен современной пивоваренной компанией Sapporo. В период после Второй мировой войны бренд находился в неактивном состоянии, пока не был возрожден в 1971 году. С тех пор его производство ведется непрерывно.
Yebisu выпускается в двух основных сортах: Yebisu Premium, дортмундерский/экспортный лагер, и Yebisu Black, тёмный лагер. Также иногда выпускаются специальные сорта, ограниченные по территории и времени распространения. Современное пиво Yebisu позиционируется как пиво класса «люкс» со 100 % содержанием солода.
Токийский район Эбису был назван в честь пива, которое первоначально производилось именно там.